# Max Dessoir
Max Dessoir (Berlín, 8 de febrero de 1867 - Königstein im Taunus, 19 de julio de 1947) fue un filósofo alemán, psicólogo y teórico de la estética.

## Biografía
En 1889 se doctoró en Filosofía en Berlín y, tres años más tarde, se graduó en Medicina en Wurzburgo. Trabajó como profesor asistente en la Universidad de Berlín en 1897 y como profesor titular en 1920. En el año 1906 fundó la revista Zeitschift für Ästhetik und allgemeine Kunstwissenschaft, que dirigió durante muchos años. En 1909 organizó y dirigió la Gesellschaft für Ästhetik und Allgemeine  Kunstwissenschaft (Sociedad de la estética y de la ciencia de las artes en general). Con la llegada del nazismo en 1933, Dessoir comenzó a tener dificultades. En 1943 el filósofo y su esposa abandonaron Berlín, estableciéndose en Bad Nauheim.
La posición filosófica de Dessoir es la de un idealista crítico neo-kantiano, enriquecido por el conocimiento amplio y detallado de la Psicología y las artes. Se interesó por la Parapsicología.